# 인지의
인지의(印地儀)는 땅의 거리를 측정하는 기구이다. 1466년에 조선 세조가 직접 만들었으며, 둘레에 24방위를 나열하고 그 속을 비워서 구리기둥을 세운 뒤 그 기둥에 가로구멍을 뚫고 그 위에 동형(銅衡)을 꿰어놓은 후에 동형을 아래위로 움직이며 측량한다고 한다.
다음해에 예문(藝文)의 유신(儒臣)들을 불러 해당 기구를 보였으나, 유희익(兪希益)과 김뉴(金紐)만이 그 대략적인 원리를 이해했다고 하며, 김뉴, 유희익, 이맹현(李孟賢), 이륙, 이익배(李益培), 안효례(安孝禮) 등에게 영릉에 가서 기구를 사용하도록 했다고 한다. 현재는 전하지 않아 자세한 것은 알 수 없다.